# ロベルト・ガドハ
ロベルト・ガドハ（ポーランド語: Robert Gadocha, 1946年1月10日 -）は、ポーランド出身の元サッカー選手。ポジションはFW。

## 経歴
ポーランド代表として1972年ミュンヘンオリンピック優勝、1974年の1974 FIFAワールドカップ3位入賞に貢献するなど国際Aマッチ62試合出場16得点を記録。1972年のミュンヘンオリンピックではカジミエシュ・デイナに次ぐ6得点を記録したが、西ドイツ大会ではチャンスメーカーとして活躍。この大会で同国は2トップシステムを採用したが、グジェゴシ・ラトーを残し、残りの一枠をガドハとアンジェイ・シャルマッフが交互にポジションチェンジを行う事で対応した。ガドハはFWとしての得点能力だけでなく、中盤に下がりチャンスメイクもこなした。また前線からの積極的なディフェンスも厭わない選手であった。
クラブでは長年、レギア・ワルシャワでプレーを続けたが、ワールドカップ終了後の1975年に海外移籍が認められ、フランスのFCナントへ移籍。その後はアメリカへ渡り北米サッカーリーグのクラブでプレーを続けた。引退後の現在もアメリカに居住している。